# Subnotebook
Subnotebook er en type mindre bærbar computer. Intel kalder det samme produkt for Ultrabook, der kræver at den bærbare computer skal overholde visse krav, for at producenten har lov til at kalde den for en Ultrabook. Kravene omfatter bl.a. tykkelse, batterilevetid og typen af processor.

## Udseende
En Ultrabook vejer mindre, ca. 1,3 – 2 kilogram og er primært fremstillet af aluminium. I forhold til andre bærbare computere er motherboardet mindre og der er mere plads til batteriet, så den kan køre i længere tid. Desuden har den kombineret CPU (Central Processing Unit) og GPU (Graphics Processing Unit). Den fås med i5 og i7 processorer. 

## Udbydere
De første udbydere af Subnotebooks er Acer, Asus, Toshiba og Samsung.